# Пламен Петков
Вижте пояснителната страница за други личности с името Пламен Петков.
Пламен Петков е български журналист, режисьор и сценарист.

## Биография
Роден е на 17 ноември 1970 г. Завършва магистратура по „Психология“ в Софийския университет „Св. Климент Охридски“, и магистратура по „Медия и визуални изкуства“ в колежа „Емерсън“ в Бостън, САЩ. Бивш преподавател по PR и реклама в Нов български университет, след което работи в университета „Харвард“, Кеймбридж, САЩ.
Работил е като журналист във в. „Демокрация“, като икономически журналист в bTV – от 2000 до 2007 г. е продуцент на икономическото предаване „Бизнесът“, но става популярен с 10-серийния документален филм „Българите“, в който изминава с автомобил 30 000 километра в търсене на прародината на българите – от България до Сибир, Алтай, Тяншан и Памир, до границите с Монголия, Китай и Северен Афганистан. През март 2007 г. филмът е издаден и разпрострен в голям тираж заедно с всекидневния вестник „Стандарт“.
Журналистът е отличен с наградата „Дядо Йоцо“ за поредицата „Българите“, излъчена в рубриката „bTV Документите“. Призът му е връчен за проявено родолюбие и утвърждаване на българщината.
Пламен Петков е първият носител на специална награда, учредена от бившия кмет на община Видин Иван Ценов, която се връчва за индивидуален принос в съхраняването и утвърждаването на българската идентичност.
Сред най-известните му публикации са репортажите от гражданската война в бивша Югославия. Бил е кореспондент в Израел и Украйна.
През 2007 г. създава продуцентската компания, която се занимава основно с производство на филми.
Петков е автор и на филма „Подмяната 10-и“, който разказва за първите 15 години от българския преход. „Подмяната 10-и“ е отличен с български и международни награди, сред които „Специалната награда на журито“ на Международния филмов фестивал „Балфест“ – 2005.
Други известни филми на същия автор са: „Наводненията“, „Тайните на Втората световна“, „Прозорец към Индия“, „Гробницата на Бастет“, „Приказки от старо време“ и др. Автор е и на книгата „Българите“, която е в топ-10 на най-търсените книги в България през 2007 и 2008 г.
Пламен Петков създава неофициално продължение на поредицата „Българите“. Новият филм „Освободителите на България“ е двусериен и е представен премиерно по Нова телевизия на 6 септември 2008 г. Във връзка с годишнината от Освобождението на България от османско владичество през 2009 г. български общности организират премиери на „Освободителите на България“ в Париж, Ню Йорк, Бостън, Атланта, Сан Диего и други градове в Европа и Америка. Филмът популяризира дейността на американския журналист Януариус Макгахан, който прави известни на западната общественост турските зверства срещу българското население при потушаването на Априлското въстание. Издадена е и книга „Освободителите на България“, в която авторът допълнително разкрива премълчавани или малко известни факти от времето на въстанието и последвалата Руско-турска война.
Пламен Петков е автор и на книгата „Българите преди България“, издадена от Издателство „Труд“ през 2012 г. „Българите преди България“ е посветена на величествената съдба на прабългарите преди основаването на Аспарухова България през 681 г. В нея са събрани древни текстове, които разказват за техните бит, култура, обичаи и нрави. Съдържа непоказвани дотогава снимки и илюстрации за времето, когато се е раждал българският народ.
Изданието е посветено на професора по археология Рашо Рашев, който е един от най-видните изследователи на прабългарите.
През 2016 г. Пламен Петков създава документалния филм „49,172“. Филмът е мащабен българо-американски документален проект, който разказва невероятната история за спасяването на българските евреи по време на Втората световна война. За да създаде филма, екипът е издирил и интервюирал оцелели свидетели от онези събития на три континента, както и непоказвани дотогава кадри и документи от уникални архиви, включително „Шоа“ на Стивън Спилбърг в Лос Анджелис, музея на Холокоста – Яд Вашем в Йерусалим, частни и държавни архиви в САЩ, Израел и България.